# Эффект спящего
Эффект спящего — психологический феномен, связанный с убеждением. Это отсроченный рост влияния сообщения, которое сопровождалось обесценивающим стимулом (например, контраргументом или получением сообщения из источника, не вызывающего доверия). Суть феномена в отсроченном разделении содержания сообщения и источника информации.

## «Эффект спящего»
Обычно, когда люди подвергаются влиянию убеждающего сообщения (например, видят рекламу, которая им нравится), их отношение к содержанию сообщения сразу меняется: доверие к полученному сообщению растёт. Однако по прошествии некоторого времени отношение к теме, затронутой в сообщении, станет ближе к первоначальному: как будто бы люди никогда не слышали данного сообщения или рекламы. Это значит, что тот новый аттитюд, который сформировался под влиянием убеждающего сообщения, будет заменён другим аттитюдом, который ближе к первоначальному аттитюду. Именно такая закономерность встречалась наиболее часто в лонгитюдных исследованиях, посвященных изучению убеждающей коммуникации.
И обратно: когда сообщение сопровождается обесценивающим стимулом (например, контраргументом, или оно происходит из источника, не вызывающего доверия), первоначального изменения аттитюда к теме сообщения не будет. Скорее всего, данная ситуация вызовет подозрения адресата сообщения в неправдоподобности информации. Однако через некоторое время уровень доверия к полученному сообщению всё равно вырастет. Это называется «эффектом спящего».
Например, во время политической кампании к предстоящим выборам неопределившийся избиратель видит негативную информацию об одной из партий. В конце сообщения стоит упоминание, что текст был заказан партией-оппозиционером. Скорее всего, это заставит избирателя усомниться в правдивости сообщения, и его мнение о партии, упомянутой в тексте, после прочтения заказанной антирекламы не ухудшится. Однако, даже несмотря на то, что источник сообщения не заслуживает доверия, избиратель с большой вероятностью поверит в полученную информацию через некоторое время и проголосует против партии, упомянутой в разоблачающей антирекламе.
Такой феномен изменения аттитюда озадачивал социальных психологов на протяжении половины века, во-первых, из-за его нелогичности, а, во-вторых, из-за его потенциальной важности для понимания процессов становления и изменения аттитюдов. Феномен «Эффекта спящего» широко изучался в рамках исследований по убеждающей коммуникации. Несмотря на достаточно большой срок изучения, «эффект спящего» оказалось весьма трудно обнаружить или повторить, за исключением нескольких исследований.

## Первое обнаружение «эффекта спящего»
Впервые «эффект спящего» был обнаружен у солдат Второй мировой войны в результате попыток изменить их убеждения и нравственные устои относительно войны. Ховланд, Ламсдейн и Шеффилд показывали солдатам фильм, посвященный армейской пропаганде (цикл «Почему мы сражаемся» — фильм «Сражающаяся Британия»), а затем измеряли мнение солдат через 5 дней и через 9 недель после просмотра. Выяснилось, что по прошествии 5 дней различий во убеждениях у смотревших (экспериментальная группа) и не смотревших фильм (контрольная группа) практически не было, то есть результата от пропаганды не было. Однако во время замера через 9 недель после просмотра фильма убеждения солдат, посмотревших фильм, изменились: они стали лучше относиться к войне. Этот отсроченный эффект влияния убеждений у экспериментальной группы Ховланд и его коллеги назвали «эффектом спящего».

## Происхождение названия феномена
Название «эффект спящего», данное Карлом Ховландом, восходит к области шпионажа. Так, спящим агентом, или спящим шпионом, обычно называется агент, засланный в неприятельский лагерь и «залёгший» там «на дно». Он живёт обычной жизнью, его задачей является постепенное завязывание контактов, укоренение в системе противника. Он не предпринимает каких-либо немедленных действий, но активизируется тогда, когда его помощь потребуется.

## Гипотезы о возникновении «эффекта спящего»
Первые попытки подтверждения «эффекта спящего» разрабатывались в соответствии с существующим пониманием процесса убеждения. Ховланд и его коллеги представили программу исследования, направленного на изучение связи источника сообщения и аттитюда к информации как составляющих «эффекта спящего». Они предположили, что с течением времени люди забывают о недостоверном источнике сообщения, и первичное недоверие к информации уменьшается.
Затем авторы несколько изменили своё мнение, и предположили, что получатели информации не совсем забывают об источнике информации: скорее, со временем происходит ослабление ассоциирующей связи между обесценивающим стимулом и информацией, и благодаря этому наблюдается «эффект спящего».
Разница этих двух предположений в том, что при забывании обесценивающий стимул исчезает из памяти совсем, а при диссоциации эти две составляющие — сообщение и обесценивающий стимул — остаются в памяти, но становятся более независимыми друг от друга.
Ховланд и Вайс провели исследование для проверки своей гипотезы диссоциации. Исследователи изучали аттитюды в отношении атомных подводных лодок и антигистаминных препаратов. При этом условными источниками информации в одном случае оказывались авторитетные лица — учёные, а во втором случае — малоавторитетные газеты (обесценивающий стимул). При непосредственном измерении аттитюда сразу после получения информации доверие было больше к информации, полученной от учёного. Однако через 4 недели по результатам отсроченного измерения доверие к информации, полученной от авторитетного лица, снизилось, а доверие к информации, полученной от малоавторитетного лица (обесценивающего стимула) — повысилось. При этом, если напомнить об источнике информации (учёном или газете), отношение испытуемых к информации и доверие к ней вернётся на уровень первоначального, непосредственного замера: информации, полученной от учёного, снова будут доверять больше, а информации, полученной из газеты — меньше.
Существует нечто важное, что Ховланд и его коллеги не учли: почему с течением времени обесценивающий стимул становится менее доступным, чем информация, если первоначально обе эти части были одинаково значимы. Чтобы ответить на этот вопрос Гринвальд, Пратканис и соавторы осуществили исследование с целью выявления условий, при которых «эффект спящего» будет или не будет происходить. Пратканис провёл серию из 17 экспериментов, в которых он помещал обесценивающий стимул либо до сообщения, либо после, и выяснил, что «эффект спящего» возникал преимущественно в тех случаях, когда обесценивающий стимул следовал за сообщением, а не тогда, когда шёл перед ним. Для того, чтобы объяснить своё открытие, Пратканис и соавторы предложили несколько модифицированную гипотезу забывания: они предположили, что «эффект спящего» возникает из-за того, что влияние сообщения и влияние обесценивающего стимула разрушаются с разной скоростью. В основе этого лежит предположение, что сообщение и обесценивающий стимул действуют как две связи, работающие в противоположных направлениях. «Эффект спящего» возникает, когда влияние обеих частей первоначально примерно одинаковое, однако влияние обесценивающего стимула быстрее распадается. При этом выбор времени предъявления обесценивающего стимула важен, так как сообщение, представленное первым, может дольше оставаться в памяти, в то время как более свежая информация интерферирует быстрее. Таким образом, «эффект спящего» должен происходить в тех случаях, когда обесценивающий стимул предъявляется в конце акта убеждающей коммуникации, тем самым стимулируя влияние информационного содержания сообщения.
Таким образом, Пратканис, Гринвальд, Леппе и Баумгарднер предложили альтернативную гипотезу, которая отличалась от гипотезы Ховланда и его коллег. В этой гипотезе подчёркивалась значимость условий для возникновения «эффекта спящего», которые не были упомянуты в гипотезе о диссоциации. Кроме того, требования для возникновения «эффекта спящего», предложенные Грудером и соавторами, не детализировали эмпирические условия, необходимые для проявления данного эффекта.

## Дискуссионность существования «эффекта спящего»
Одной из основных причин сомнений относительно существования «эффекта спящего» является сложность воспроизведения данного эффекта в ходе научных исследований. Например, в 7 исследованиях Джиллинга и Гринвальда в 1974 г. «эффект спящего» так и не был обнаружен. Исследователи провели замеры на более чем 600 испытуемых, которые получали сообщения на разные темы (например, о пользе пенициллина, витамина С и медицинских осмотров). Сообщения приписывались источнику, вызывающему невысокое доверие: народному целителю. Однако отсроченного роста влияния сообщения не наблюдалось.
Тем не менее, Кук и соавторы предположили, что в предыдущих исследованиях «эффект спящего» не был обнаружен по причинам не выполнения всех необходимых требований. В частности, они утверждали, что «эффект спящего» будет проявляться только в случаях, когда:
1. Сообщение убедительно;
2. Обесценивающий стимул достаточно силён для того, чтобы предотвратить первоначальное изменение аттитюда;
3. Прошло достаточное количество времени между непосредственным замером аттитюда и отсроченным замером;
4. Само сообщение достаточно сильно, чтобы воздействовать на аттитюд во время отсроченного замера.

При этом все 4 условия должны выполняться одновременно.
В исследованиях Грудера с коллегами были отмечены следующие условия возникновения «эффекта спящего»: а) реципиентов сообщения побуждали уделять внимание содержанию сообщения просьбой отмечать в нем наиболее важные аргументы; б) обесценивающий стимул предъявлялся после сообщения и в) реципиенты оценивали степень доверия к источнику сообщения сразу после получения сообщения и обесценивающего стимула.
Так, в исследовании Грудера и соавторов испытуемым предоставлялся текст с недостатками 4-дневной рабочей недели. Во время чтения респондентам нужно было выделять самые важные аргументы; после чтения текста приводился контраргумент, и сразу после этого оценивалась степень доверия к источнику. Результаты были таковы, что влияние убеждающего сообщения выросло при отсроченном измерении через 6 недель, по сравнению с непосредственным оцениванием: испытуемые продемонстрировали более негативное отношение к введению 4-дневной недели.
Возможность соблюдения всех вышеперечисленных условий маловероятна. Однако вышеперечисленные факты, подтверждающие проявления «эффекта спящего», существуют. Это свидетельствует о том, что возникновение «эффекта спящего», возможно, просто основывается на других условиях и способах.